# Falkner-Gletscher
Der Falkner-Gletscher ist ein 6 km langer und steiler Talgletscher in der Mountaineer Range des ostantarktischen Viktorialands. Er fließt 3 km südlich des Oakley-Gletschers in östlicher Richtung und mündet in Form einer aufschwimmenden Gletscherzunge in die Lady Newnes Bay an der Borchgrevink-Küste. 
Das Advisory Committee on Antarctic Names benannte ihn 2009 nach Kelly Kenison Falkner (* 1960), Professorin für den Fachbereich Chemische Ozeanographie an der Oregon State University, die seit 2006 Leiterin des  Antarctic Integrated System Science Program (AISS) der National Science Foundation ist.